# 特里尼奧河
特里尼奧河是意大利的河流，位於該國中東部，河道全長85公里，發源自亞平寧山脈，流經伊塞爾尼亞省、阿布魯佐和莫利塞，最終在瓦斯托注入亞得里亞海。
42°04′N 14°48′E / 42.067°N 14.800°E